# Asarum robilissimum
Asarum robilissimum là một loài thực vật có hoa trong họ Aristolochiaceae. Loài này được Z.L.Yang mô tả khoa học đầu tiên năm 1985.